# Parallel Dreams
Parallel Dreams è il terzo album della cantante canadese Loreena McKennitt, pubblicato nel 1989.

## Tracce
1. Samain Night – 4:27
2. Moon Cradle – 4:29
3. Huron 'Beltane' Fire Dance – 4:20
4. Annachie Gordon – 8:22
5. Standing Stones – 6:56
6. Dickens' Dublin (The Palace) – 4:40
7. Breaking the Silence – 6:23
8. Ancient Pines – 3:35